# Тер-Саркисянц, Алла Ервандовна
А́лла Ервандовна Тер-Саркися́нц (25 апреля 1937 — 16 августа 2019) — советский и российский историк, этнограф, арменист, доктор исторических наук (1998). Главный научный сотрудник Института этнологии и антропологии РАН.

## Биография
Окончила исторический факультет МГУ имени М. В. Ломоносова в 1959 году.
Начиная с учебы в МГУ 49 раз выезжала в экспедиции для сбора полевого материала в разные регионы Советского Союза, в том числе с 1965 года — в районы Армянской ССР, НКАО, а также юга России, где проживает многочисленная армянская диаспора. С 1959 г. работала в Институте этнологии и антропологии РАН.
- 29 октября 1968 года — кандидат исторических наук (тема диссертации: «Современная семья у армян (по материалам сельских районов Армянской ССР»; защищена в Институте этнографии АН СССР).
- 22 декабря 1998 года — доктор исторических наук (тема диссертации: «Армяне. История и этнокультурные традиции»; защищена в Институте этнологии и антропологии РАН).

Автор ряда книг. В 2005 и 2008 годах публиковалась ее монография «История и культура армянского народа с древнейших времен до начала XIX века».

### Международные конгрессы
Принимала участие в большом количестве международных конгрессов:
- Международный конгресс по санскритологии, Варанаси (1981);
- Третий международный Конгресс этнографов и фольклористов Европы, Цюрих (1987);
- Международные конгрессы антропологических и этнологических наук, Загреб (1988); Мехико (1993); Интер-Конгрессы антропологических и этнологических наук, Лиссабон (1990); Флоренция (1995);
- Советско-американский симпозиум, Дилижан (1987);
- Советско-югославское совещание «Современные этнические процессы в СССР и Югославии», Охрид (1990);
- Международная конференция «Россия — Армения — Иран», Ереван (1999);
- Международная конференция «Христианство и культура. К 2000-летию христианства», Астрахань (2000);
- Конгрессы этнографов и антропологов России: Рязань (1995), Уфа (1997), Москва (1999) Нальчик (2001);
- Четвертая международная конференция Общества центрально-евроазиатских исследований, Бостон (2003);
- Всемирный форум по хлебопечению, Москва (2007).

## Научные интересы
Этнографическая арменистика: этногенез и этническая история, традиционная и современная семья, обычаи и обряды жизненного цикла, современные этнокультурные процессы, армянская диаспора в мире и в России.

## Труды
- Современная семья у армян (по материалам сельских районов Армянской ССР). М., Наука, 1972. 208 с.; ил.
- Traditions and innovations in the contemporary everyday culture of the Armenians (Case-Study of Armenian SSR) / 12th International * Congress of Anthropological and Ethnological Sciences) Zagreb, Yugoslavia. July 24-31.1988. М., Nauka, 1988. 9 p.
- Донские армяне и этнокультурная ситуация в Ростовской области. М., Институт этнографии АН СССР, 1990. 20 с. (Исследования по прикладной и неотложной этнологии. Серия А. Межнациональные отношения в СССР).
- Современная этнополитическая ситуация в Краснодарском крае Российской Федерации. М., Институт этнологии и антропологии РАН, 1993. 23 с. (Исследования по прикладной и неотложной этнологии. Серия А. Межнациональные отношения в современном мире)
- Армянская диаспора Юга России. Положение и перспективы. М., Engel, 1993. 56 с. (в соавторстве с В. Ц. Худавердяном)
- Семья и семейный быт народов Кавказа, с Я.С. Смирновой, 1995
- Армяне. История и этнокультурные традиции, 1998
- История и культура армянского народа с древнейших времен до начала XIX века, 2005
- Армяне Нагорного Карабаха. История. Культура. Традиции, 2015
- Армяне России и сопредельных стран, 2019.